# 月探査
本記事では物理的な月探査（つきたんさ、Exploration of the Moon）について解説する。

## 概説
月の物理的な探査はソビエト連邦が宇宙探査機ルナ2号を打ち上げ、1959年9月14日に月の表面に衝突させた時に始まった。月の裏側は、ソビエト連邦の月探査機ルナ3号によって、1959年10月7日に初めて撮影された。
2021年現在、人間を月面に着陸させることに成功したのは、NASAのアポロ計画だけである。その初の月面着陸は1969年のことで、科学観測機器を月面に設置し、月の岩石（月の石）や土砂の試料を地球に持ち帰った。
2020年現在、月の裏側に探査機を着陸させるのに成功したのは、2018年末に打ち上げられた中国の「嫦娥4号（じょうが4号）」だけである。

## 初期の歴史
アリストテレスの哲学では、月から始まる天国は完全な領域、地上は変革と破壊の領域であり、これらの類似性は厳しく排除された。アリストテレス自身は、月には混乱の領域が多少混入している可能性があると示唆していた。著書『On the Face in the Moon's Orb』の中で、プルタルコスは地球と月について、異なった見解を示している。彼は、月には太陽の光が届かない深い窪みがあり、月の斑点は川や深い裂け目の影であると唱えた。彼はまた、月に生物が存在するとも考えた。月は地球の鏡であり、地球の特徴を反映しているという考えは昔からあったが、月が地球に対して見せる面が常に同じである事から、この説明はすぐに否定された。最終的に、月には密度のばらつきがあり、そのせいで完璧な球形にあのような模様が表れるという説明が標準的になり、月、天国の完全性は保たれた。
中世のイスラム世界、ヨーロッパのアリストテレス主義者達は、月の斑点をアリストテレスの考えで説明しようと試みた。トマス・ハリオットは、長年月の観測を続け、初めて望遠鏡像を描写したが、彼のスケッチは出版されなかった。最初の月の地図はベルギーの天文学者ミヒャエル・ラングレンが1645年に描いたものである。その2年後、ヨハネス・ヘヴェリウスによってさらに影響力のある論文『月面学（Selenographia）』が出版された。ヘヴェリウスの体系は、プロテスタント国では18世紀まで使われたが、1651年にイエズス会の天文学者ジョヴァンニ・バッティスタ・リッチョーリが出版した体系に置き換えられた。彼は、裸眼で見える斑点に海の名前、望遠鏡で見える斑点（クレーター）に哲学者や天文学者の名前を付けた。1753年、クロアチア人でイエズス会の天文学者であるルジェル・ヨシプ・ボスコヴィッチは、月には大気がないことを発見した。1824年、ドイツの天文学者フランツ・フォン・グルイテュイゼンは、月のクレーターの生成を小惑星の衝突によって説明した。

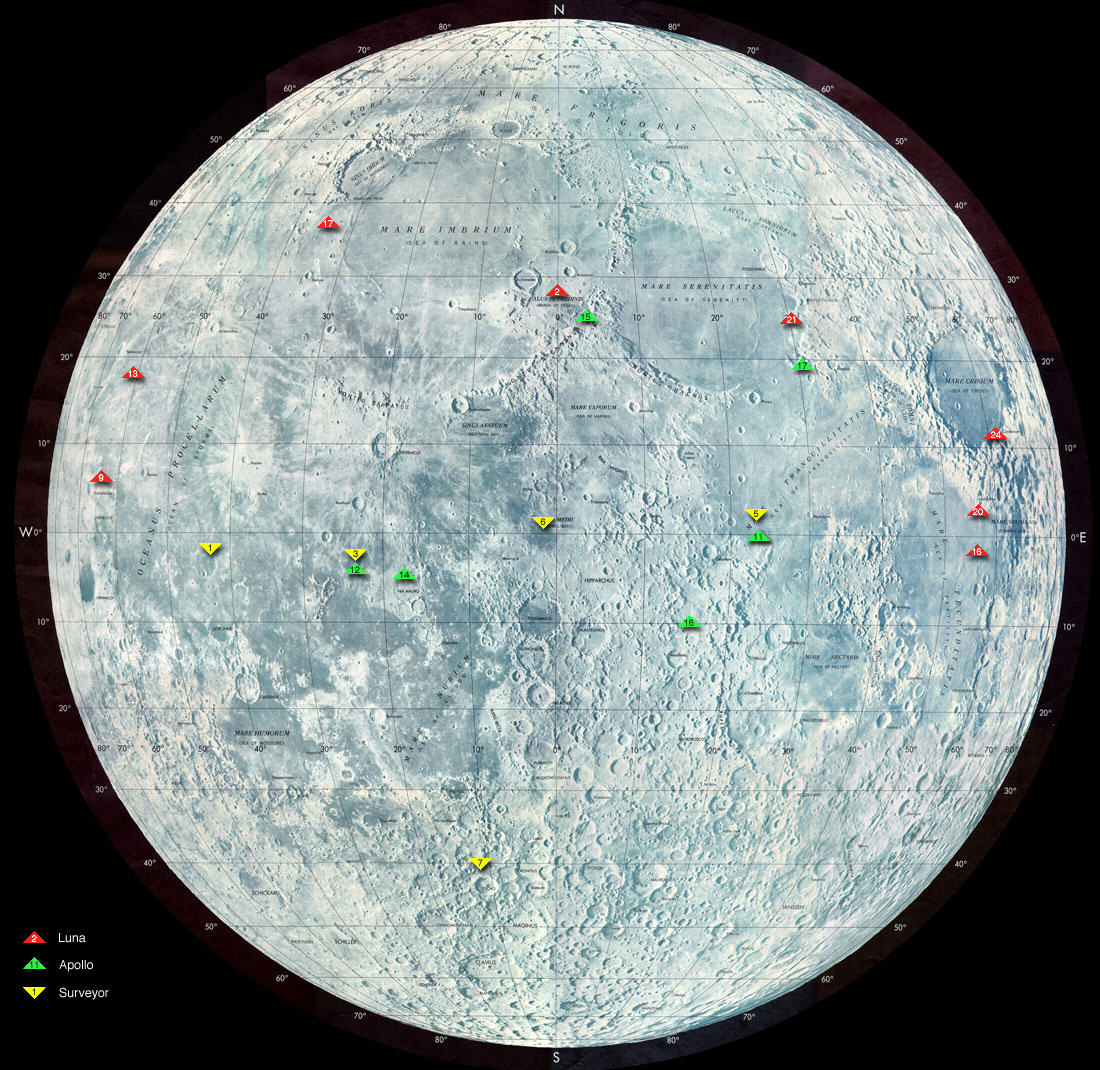
月探査の先陣を切ったルナ計画の着陸地点は赤色で示されている。（後手にまわったほうのアポロ計画の地点は緑、サーベイヤー計画は黄色で確認できる）

## 宇宙開発競争
冷戦下におけるソビエト連邦とアメリカ合衆国の宇宙開発競争は月を巡っても行われた。これによって科学的に重要な発見が多くなされ、1959年にはソビエト連邦によって初めて、月の裏の写真が撮られた。1969年には初めて月面に人類が立ち、20世紀で、そして人類の歴史でも最も重要な出来事の1つになった。

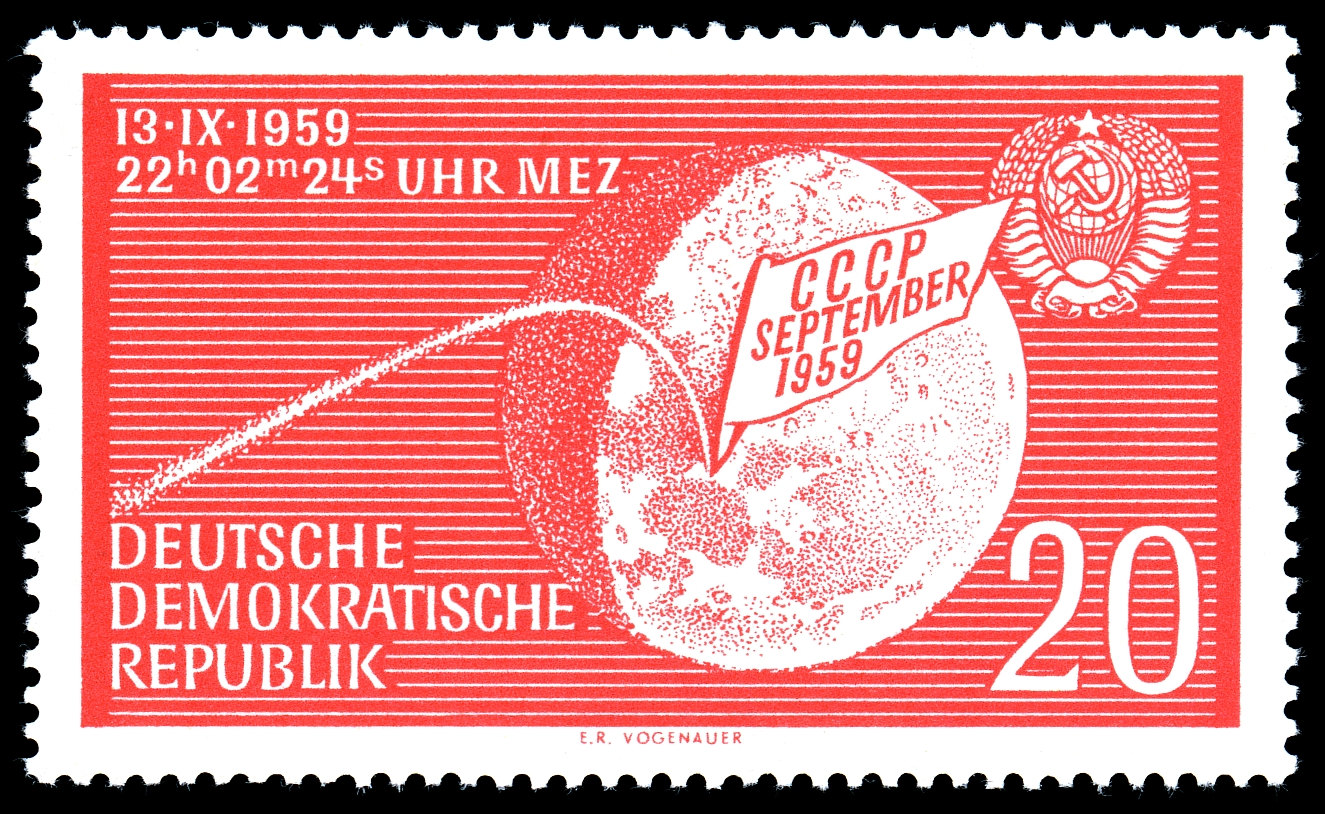
1959年のルナ2号の月面への到達の成功を記念して発行された切手

初めて月の裏側を撮影したルナ3号の軌道。

月を訪れた初めての人工物は、ソビエト連邦の無人探査機ルナ2号であり、1959年9月14日21時2分24秒に月面に衝突した。月の裏は、ソビエト連邦の月探査機ルナ3号によって、1959年10月7日に初めて撮影された。
ソビエト連邦のこれらの成功に追いつくため、アメリカ合衆国大統領ジョン・F・ケネディは、月面に人類が立つことが国の計画の目標であるとして、1961年5月25日の両院合同会議で次のように表明した。
"我が国は、人を月面に着陸させ無事に地球に帰還させるという目標を、今後10年以内に達成することを約束すべきであると、私は信じている。この時代の宇宙計画で、人類にとって印象深い、また長い目で見た宇宙探査にとって重要な計画はないであろう。"
とはいえ、当時はまだソビエト連邦がリードしていた。ルナ9号は、初めて月面へ軟着陸した探査機であり、1966年2月3日に月面の写真を地球に送信し、それまで心配されていたように月の表面が厚い塵の層に覆われていて、探査機がその中に沈んでしまったりはしないことを証明した。初めて月の周囲を回る人工衛星になったのは、1966年3月31日に打ち上げられたルナ10号である。
アメリカは、月への無人探査機として、月の近接観測を行うレインジャー計画を開始し、1961年から1965年にかけて9機が打ち上げられた。続くサーベイヤー計画では、1966年から1968年にかけて7機が打ち上げられ、月に軟着陸している。
人間による直接の月探査に対して最も大きな障害となったのは、大気圏再突入の際に機体を守る耐熱シールドの開発だった。アメリカ合衆国は、アメリカ航空宇宙局が行った、超音波風洞による熱重量分析実験によってこの分野で優位性を持っていた。1968年12月24日、アポロ8号の乗組員フランク・ボーマン、ジム・ラヴェル、ウィリアム・アンダースの3人は初めて月の周回軌道に入り、また自らの目で月の裏を見た初めての人間になった。

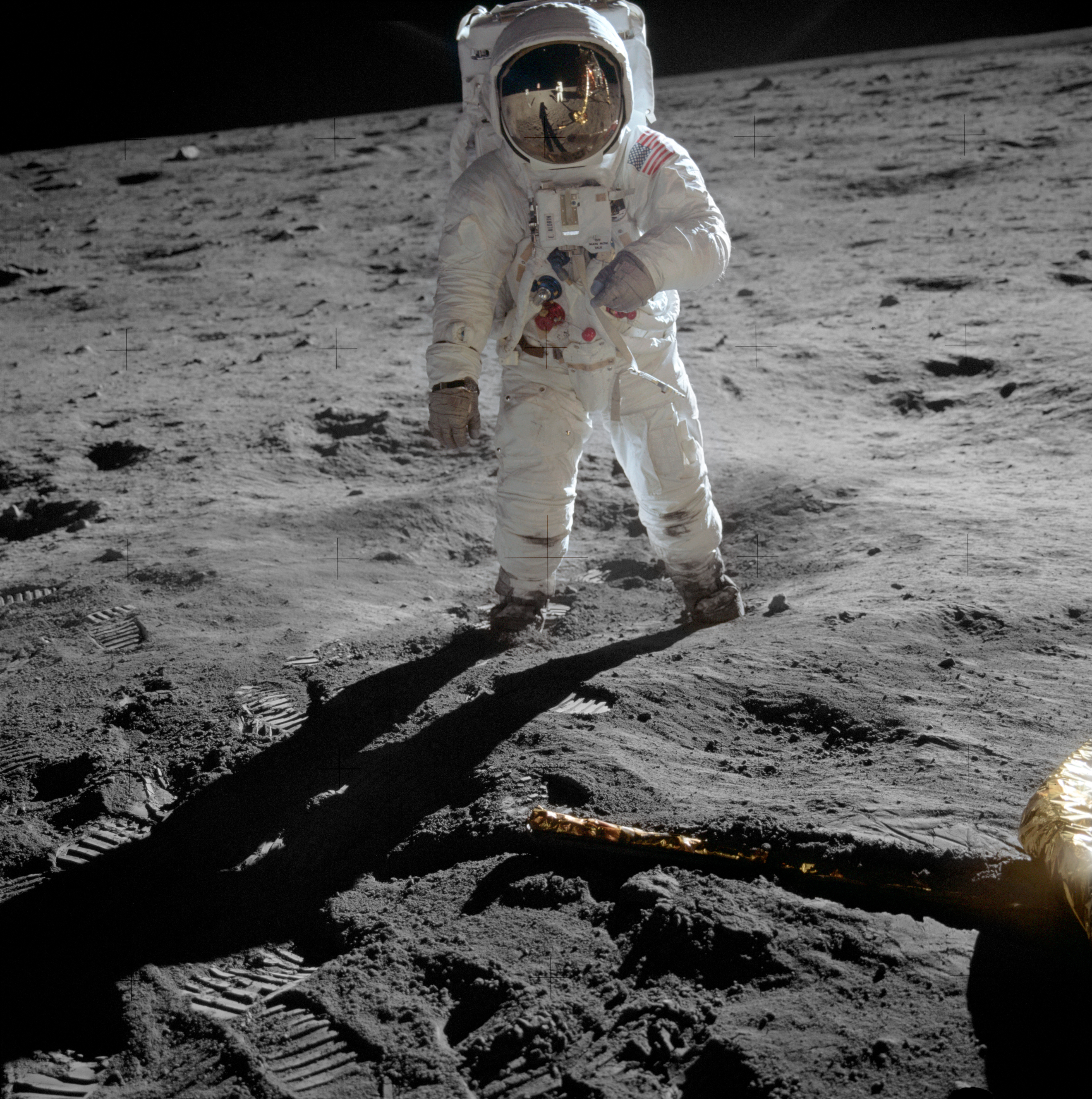
アポロ11号で月面に着陸し、月面を歩くオルドリン（撮影ニール・アームストロング。アームストロング自身の姿はオルドリンのヘルメットに小さく映っている。）

人類が初めて月面に立ったのは1969年7月20日のことであり、アポロ11号のニール・アームストロングとエドウィン・オルドリンが初めて月面を歩いた。初めてのロボット月面車はソビエト連邦のルノホート1号で、ルノホート計画の一環として1970年11月17日に打ち上げられた。これまでのところ最後に月面を歩いたのは、1972年12月に月に到着したアポロ17号のユージン・サーナンとハリソン・シュミットである。

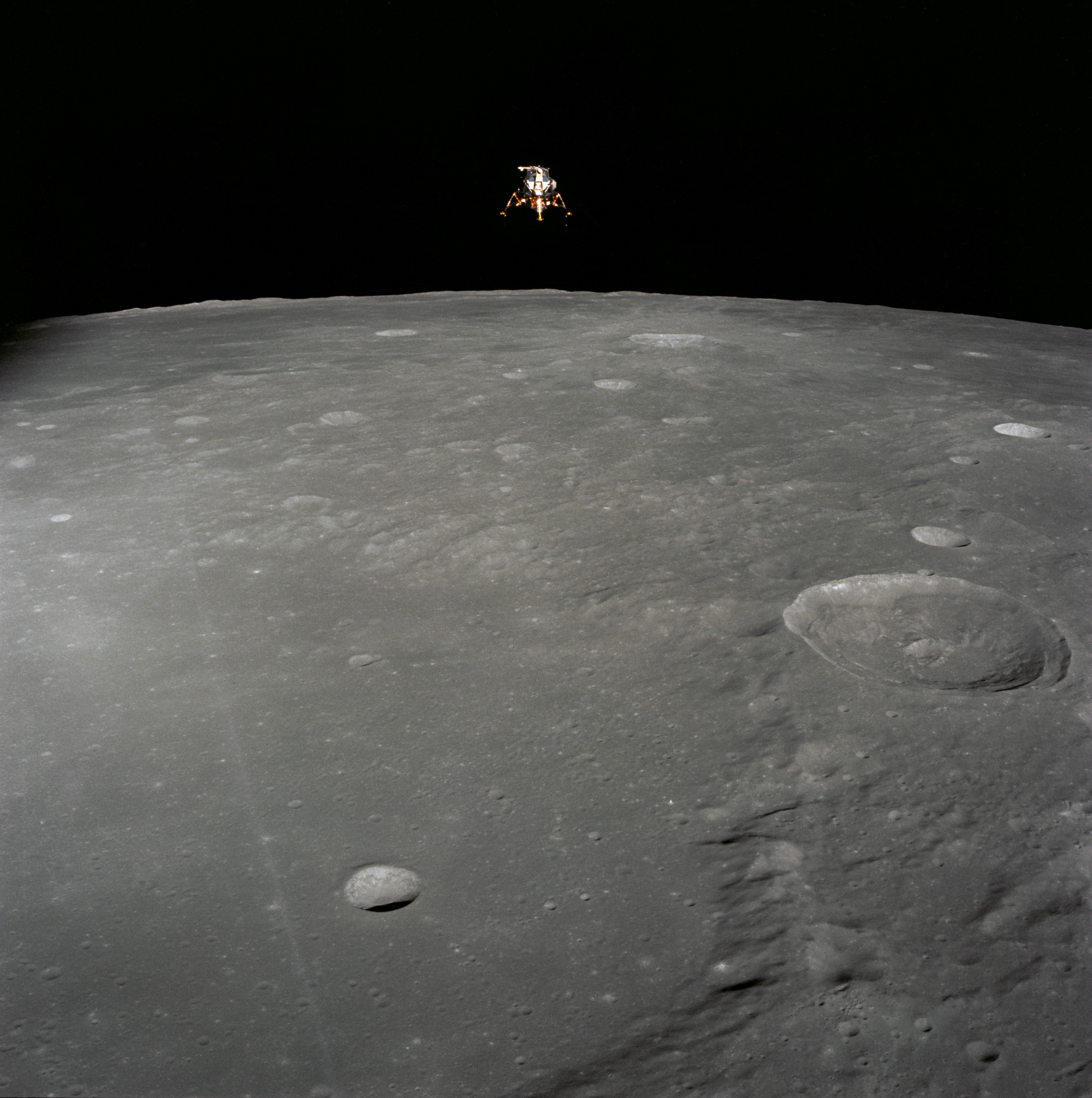
月面に近づくアポロ12号の月着陸船（NASA提供）
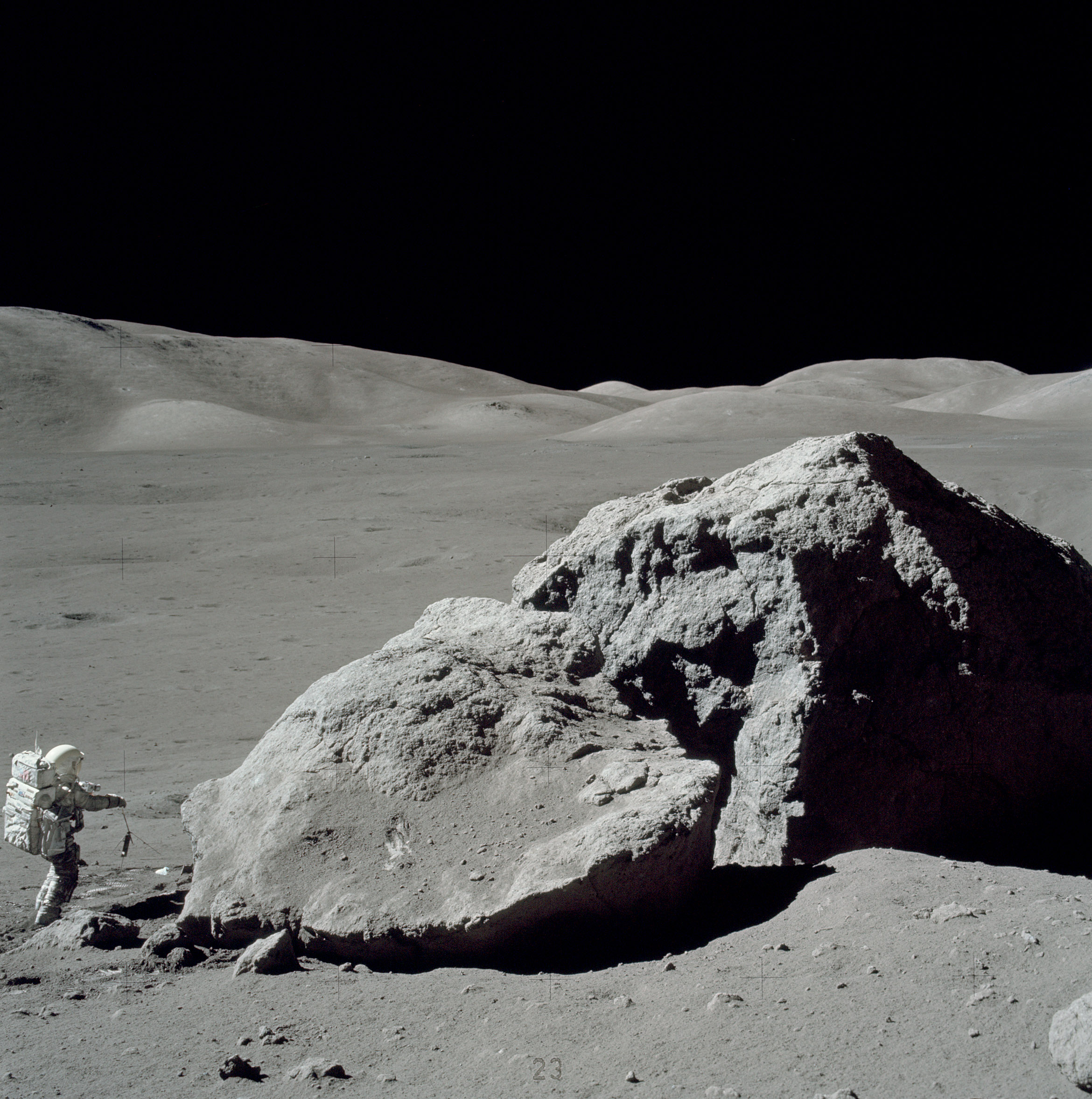
アポロ17号で月面に降り立ったハリソン・シュミット

ルナ16号、ルナ20号、ルナ24号及びアポロ11号からアポロ17号まで（アポロ13号を除く）によって月の石のサンプルが地球に持ち帰られた。
1960年代半ばから1970年代半ばにかけて、65回の月面着陸が行われた。特に1971年は1年間で10回も行われたが、1976年のルナ24号を最後に突然止まってしまった。それ以降、ソビエト連邦は金星と宇宙ステーション、アメリカ合衆国は火星及びそれ以遠を目指すようになった。

## 20世紀末以降の探査
日本

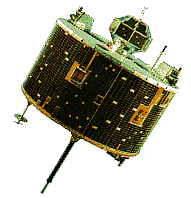
日本の宇宙機として初めて月に接近した「ひてん」。右上の小さな多面体が「はごろも」

1990年、日本の工学実験探査機ひてんが月を訪れ、月の軌道に到達した3番目の国になった。ひてんは孫衛星のはごろもを月軌道に投入したが、トランスミッターが故障し、以降の科学的な探査はほとんどできなかった。2007年9月、日本は「月の起源と進化に関する科学的なデータを収集し、将来の月探査に向けた技術を開発すること」を目的に月周回衛星かぐやを打ち上げた。かぐやは1年8か月にわたって月周回軌道で観測を続け、2009年6月11日に月面に衝突した。
米国、欧州
アメリカ航空宇宙局は、1994年に探査機クレメンタインを打ち上げた。クレメンタインは月周回軌道で2か月間観測を行った後、小惑星の観測に向かおうとしたところで故障した。1998年にはルナ・プロスペクターを打ち上げた。ルナ・プロスペクターは1年半にわたって月周回軌道で観測を続けた後、月面に衝突した。
欧州宇宙機関は2003年9月27日に、小型で安価な月周回探査機スマート1を打ち上げた。スマート1の当初の目的は月表面の三次元X線画像、赤外線画像を撮ることだった。スマート1は2004年11月15日に月周回軌道に入り、2006年9月3日まで観測を続けて、衝突時の噴煙を観測するため、意図的に月面に衝突した。
中国

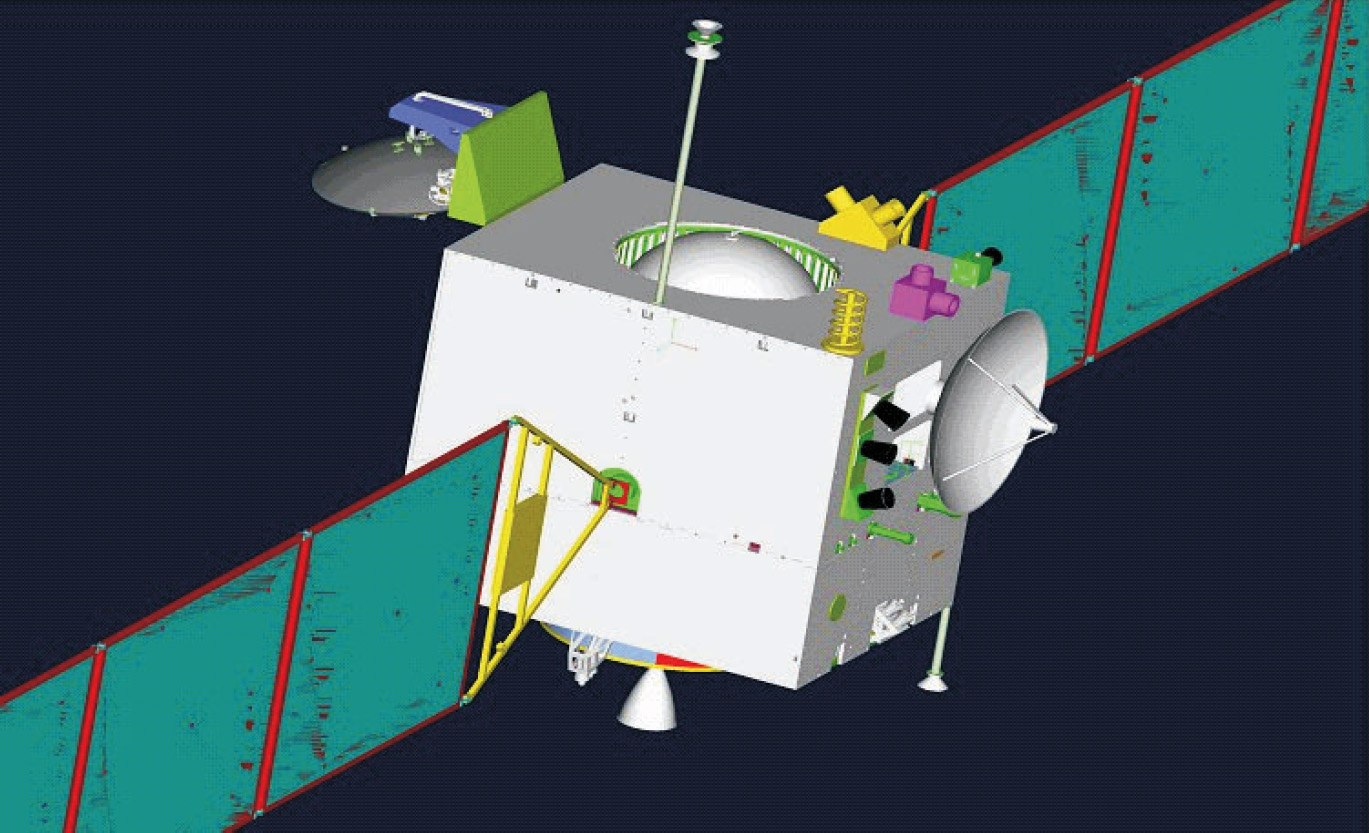
嫦娥2号

中華人民共和国は、資源の採取、特に地球のエネルギー源になりうるヘリウム3の採取の可能性を研究する嫦娥計画を開始し、2007年10月24日に月周回衛星嫦娥1号を打ち上げた。嫦娥1号は1年以上にわたって月周回軌道で観測を続け、2009年3月に月面に衝突したとされる。2010年10月1日には嫦娥2号を打ち上げた。そして2013年12月1日に嫦娥3号を打ち上げ、同月14日に月面に軟着陸、月面探査機（無人月面車の「玉兎号」）を切り離したことを発表した。

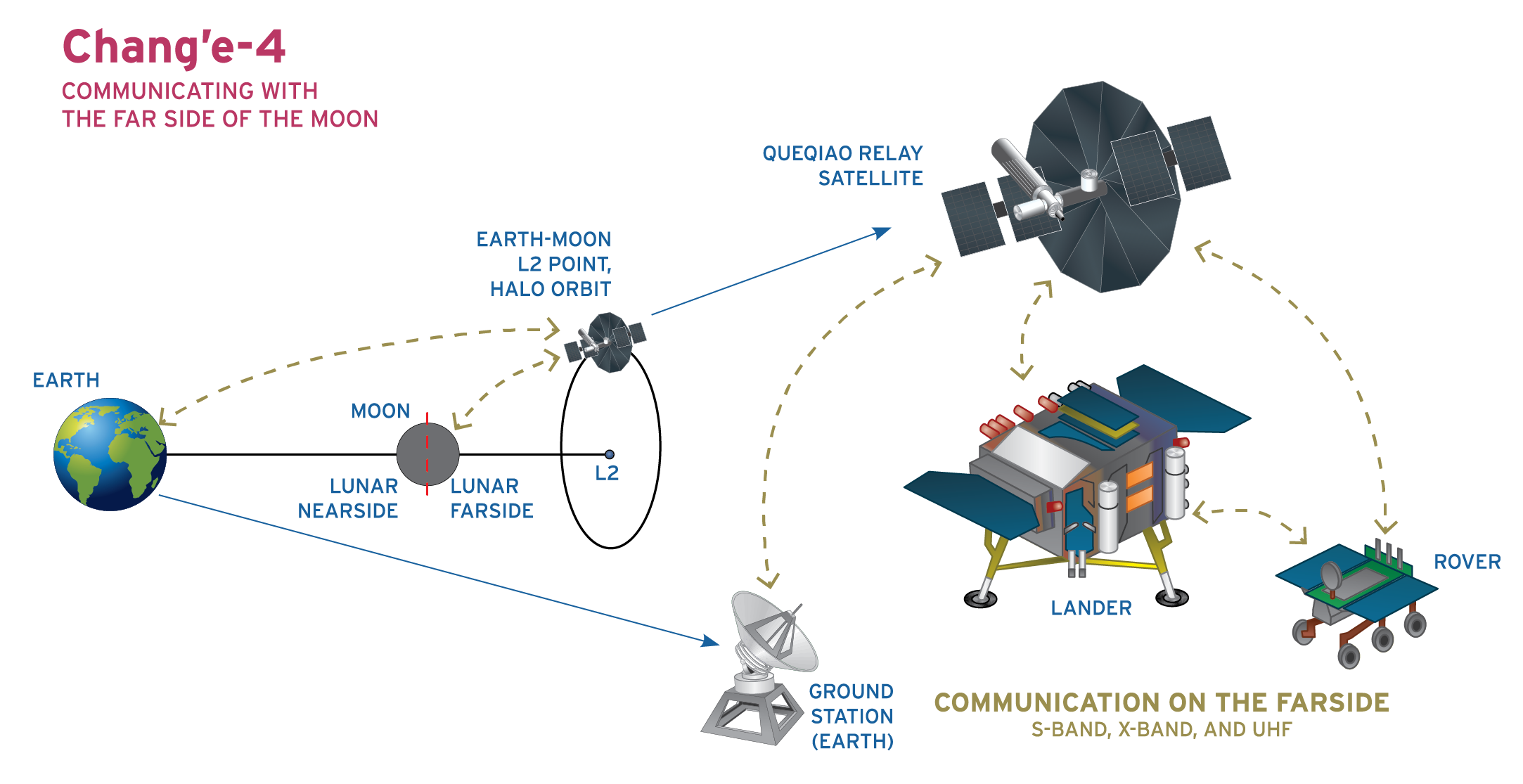
中国の嫦娥4号の概念図。月の裏側に軟着陸させ、実験を行う、という画期的な計画である。

嫦娥4号の計画概要は2016年1月に公開された。地球と月のラグランジュ点に中継衛星を配置し、月の裏側に嫦娥4号と玉兔2号を軟着陸させる、というものである。
嫦娥4号は2018年12月8日に打ち上げられ、2019年1月3日、月の裏側・東経177.6度、南緯45.5度に着地したことで、人類史上初の月の裏側への着陸となった（これで計画の第一段階がまず成功）。植物や植物の種、ミバエの卵やイースト菌といった生物が搭載され、実験が行われている。
嫦娥5号は2020年11月に打ち上げられ、12月06日に中国初の、月軌道上でのドッキングに成功、12月17日に帰還機は地球に着陸し、合計1731gのサンプルが確認され、中国初のサンプルリターンに成功した。
インド
インド宇宙研究機関は、2008年10月22日に無人の月周回衛星チャンドラヤーン1号を打ち上げた。当初は月の軌道を2年間周回し、月の三次元地図を作ることや月面の化学地図、鉱物地図を作ることを目的としていた。この探査機は2008年11月14日15時4分（GST）に月に到着し、インドは月に到着した4番目の国になった。不幸なことに、2009年7月にチャンドラヤーン1号の姿勢制御用スターセンサが故障した上、8月には本体が過熱したために通信が途絶し、わずか10か月で早期にミッションを終了した。

### 月面での水の発見
チャンドラヤーン1号に積まれた装置が月面に大量の水を発見し、月面での水探査は終わるのではないかという観測が宇宙科学者の間に広まった。
宇宙関連のニュースのポータルサイトであるSpace Refのレポートは、NASAが開発したMoon Mineralogy Mapper（M3）によってもたらされたこの発見について、木曜日にNASAの本部で会見が開かれると報じた。
画像分光計M3はチャンドラヤーン1号に積まれた11個の計器のうちの1つで、月面全体の初めての鉱物地図を作ることを目的としていた。
Nature Newsの最近のレポートでは、「詳細なスペクトルの解析によって、月の極地方に水変性した鉱物が大量に見つかった」と報じた。月面には、実は鉱物に閉じ込められているだけではなく、地表の割れ目やもしかしたら地中深くに氷の塊や層がある可能性がある等、色々な形で至る所に存在している可能性が指摘されている。NASAのルナー・リコネサンス・オービターは、広い範囲の水シグナルを検知し、これらのシグナルは月面での居住に重要な役割を持つと報じられている。
インド宇宙研究機関によると、チャンドラヤーン1号の打ち上げ22日後に水の存在を確実とする証拠を掴んだとしているが、公開することは時期尚早だとして拒んでいる。

### LRO / エルクロス
NASAは、将来の有人探査に備えた予備的な無人ミッションとして、2009年6月18日にルナー・リコネサンス・オービター (LRO) とエルクロスを打ち上げた。10月9日、両探査機の打ち上げに使用されたセントールロケット（重量2.4トン）が時速9,000kmで月の南極近くにあるカベウスクレーターに衝突した。エルクロスは月面の水の存在について証拠を掴むため、この衝突により舞い上がった塵を観測し、約4分後には自らも月面に衝突した。LROは月の周回軌道に乗り、高い解像度で月面を撮影し続けている。
11月13日、NASAは衝突時に噴出された物質から水が検出されたことを発表した。

## 2000年代に行われた計画発表
2004年1月14日、アメリカ合衆国大統領ジョージ・W・ブッシュはビジョン・フォー・スペース・エクスプロレーションを宣言し、この中で2020年までに新しい有人月ミッションを策定する計画が発表された。この目標を達成するNASAのコンステレーション計画が2005年3月19日に公表され、批評家からは、すぐに"アポロ2.0"とあだ名された。しかし、この計画は2010年に予算の圧迫などを理由に中止されている。
中国は2017年にサンプルリターンすることを計画している。また、有人での月面探査も計画中である。
インドは、2010年から2011年に新しい月ミッションを開始し、サンプル回収や実験を行う探査車を上陸させることを計画している。探査車を使って、水を探すために月面を掘ることも計画している。また、インド宇宙研究機関は2014年までに有人飛行を、2020年までに有人月探査を行うことも計画している。
日本の宇宙航空研究開発機構は、2010年代後半にかぐや後継機 (SELENE-2) を打上げ、日本初の月面着陸を予定している。さらに2020年までに有人月探査、2030年までに月面基地の建設を計画しているが、この計画への予算はついていない状況である。
韓国では、朴槿恵政権下で2020年までの月探査用ロケットの打ち上げを計画していたが、文在寅政権に変わり計画の見直しが進んでいる。
ロシアも、かつて凍結されたルナグローブ計画を再開し、2012年に無人探査車、軌道船を打ち上げることを計画している。
ドイツも2007年3月に、2012年までに月周回探査機レオを打ち上げると発表したが、資金上の制約により中止となった。
2007年8月、NASAは今後の月探査では全て国際単位系を用いると発表した。これにより、既に国際単位系を用いている他国の宇宙機関との協業が促進されることが期待される。
欧州宇宙機関は、オーロラ計画の一環として月への有人探査の意志を持っていることを表明した。
2007年9月13日、Xプライズ財団はGoogle社の協力を得て、Google Lunar X Prizeの開催を発表した。このコンテストでは、「民間の資金により月面に探査車を着陸させ、500m以上の走行、地球へ動画、静止画、データを送信すること、等のいくつかの課題を達成すること」を求めている。
2024年10月、中国は有人月探査攬月を2030年までに計画している。